# American Zoetrope

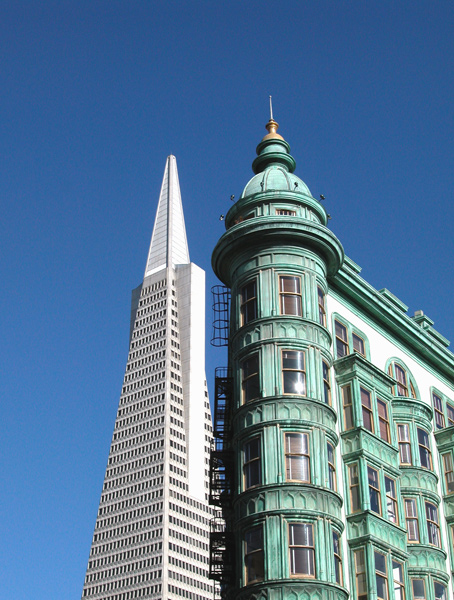
Il Sentinel Building, sede dell'American Zoetrope, con la Transamerica Pyramid sullo sfondo.

L'American Zoetrope è uno studio cinematografico americano fondato da Francis Ford Coppola e George Lucas. Il nome deriva dallo zootropio.

## Storia
Originariamente situato in un magazzino a San Francisco nel 1969, e dal 1980 al 1983 in quello che oggi è l'Hollywood Center Studios, la Zoetrope ha prodotto non solo i film di Coppola (Apocalypse Now, The Black Stallion, Dracula di Bram Stoker ecc.) ma anche il primo film di George Lucas, L'uomo che fuggì dal futuro, così come tanti altri di registi all'avanguardia, come Koyaanisqatsi e Powaqqatsi di Godfrey Reggio.
Le sue più recenti produzioni includono le nuove versioni di film di Coppola come Apocalypse Now Redux (2001), Un sogno lungo un giorno (2003), Jeepers Creepers 2 - Il canto del diavolo 2 (2003), e The Outsider: The Complete Novel (2005). La Zoetrope è stata inoltre il produttore esecutivo del film epico thailandese The Legend of Suriyothai, del regista Chatri Chalerm Yukol. Lost in Traslation (2002), prodotto dalla Zoetrope e scritto e diretto da Sofia Coppola, figlia di Francis, ha vinto il Premio Oscar per la "miglior sceneggiatura originale" nel 2003. I film prodotti dallo studio hanno ricevuto ad oggi ben 68 nomination e 15 premi Oscar.
Negli anni fra il 1970 e il 2004 la Zoetrope ha offerto numerosi servizi di produzione e post-produzione, come il Telecinema, il missaggio audio, il montaggio e camere di proiezione. Nel gennaio 2005, Kim Aubrey, capo di lunga data della post-produzione Zoetrope, ha scisso il reparto dei servizi tecnici e addetto alle realizzazioni in DVD in una nuova compagnia chiamata ZAP Zoetrope Aubry Productions. Con il nome Zoetrope ci si riferisce anche alla rivista Zoetrope: All-Story, fondata da Coppola.
L'American Zoetrope è ora posseduta interamente dai figli di Coppola, Roman Coppola e Sofia Coppola.

## Filmografia
- L'uomo che fuggì dal futuro (1971)
- La conversazione (1974)
- Apocalypse Now (1979)
- Black Stallion (1979)
- Un sogno lungo un giorno (1982)
- I ragazzi della 56ª strada (1983)
- Rusty il selvaggio (1983)
- Cotton Club (1984)
- Mishima - Una vita in quattro capitoli (1985)
- Peggy Sue si è sposata (1986)
- Giardini di pietra (1987)
- Il padrino - Parte III (1990)
- Wind - Più forte del vento', (1992)
- Dracula di Bram Stoker (1992)
- Il giardino segreto (1993)
- Frankenstein di Mary Shelley (1994)
- Mi familia (1995)
- Jack (1996)
- L'Odissea (1997)
- Buddy - Un gorilla per amico (1997)
- L'uomo della pioggia - The Rainmaker (1997)
- Il giardino delle vergini suicide (1999)
- Il mistero di Sleepy Hollow (1999)
- CQ (2001)
- Jeepers Creepers - Il canto del diavolo (2001)
- Pumpkin (2002)
- Assassination Tango (2002)
- Jeepers Creepers 2 - Il canto del diavolo 2 (2003)
- Lost in Translation - L'amore tradotto (2003)
- Kinsey (2004)
- Marie Antoinette (2006)
- The Good Shepherd - L'ombra del potere (2006)
- Un'altra giovinezza (2007)
- Segreti di famiglia (2009)
- Somewhere (2010)
- Twixt (2011)
- L'inganno (2017)
- On the Rocks (2020)
- Nessuno di speciale (Mainstream) (2020)
- Priscilla, regia di Sofia Coppola (2023)
- Megalopolis , regia di Francis Ford Coppola (2024)